# Joanna Linkiewicz
Joanna Linkiewicz (née le 2 mai 1990 à Wrocław) est une athlète polonaise, spécialiste du 400 mètres.

## Biographie
Elle remporte la médaille de bronze du relais 4 × 400 m lors des championnats d'Europe en salle 2015, à Prague, en compagnie de Małgorzata Hołub, Monika Szczęsna et Justyna Święty.
Le 10 juillet 2016, Linkiewicz devient vice-championne d'Europe du 400 m haies à l'occasion des Championnats d'Europe d'Amsterdam, en 55 s 33, derrière la Danoise Sara Slott Petersen (55 s 12).
Le 25 août 2017, il décroche la médaille d'argent de l'Universiade à Taipei en 55 s 90.
Le 4 mars 2018, elle remporte la médaille d'argent du relais 4 × 400 m des championnats du monde en salle de Birmingham, grâce à sa participation en séries.

## Palmarès
| Date | Compétition                       | Lieu       | Résultat | Épreuve     | Temps         |
| ---- | --------------------------------- | ---------- | -------- | ----------- | ------------- |
| 2013 | Universiade                       | Kazan      | 5e       | 4 x 400 m   | 3 min 45 s 62 |
| 2013 | Jeux de la Francophonie           | Nice       | 4e       | 400 m haies | 57 s 99       |
| 2014 | Relais mondiaux de l'IAAF         | Nassau     | 5e       | 4 × 400 m   | 3 min 27 s 37 |
| 2014 | Championnats d'Europe             | Zurich     | 8e       | 400 m haies | 56 s 59       |
| 2014 | Championnats d'Europe             | Zurich     | 5e       | 4 x 400 m   | 3 min 25 s 73 |
| 2015 | Championnats d'Europe en salle    | Prague     | 3e       | 4 × 400 m   | 3 min 31 s 90 |
| 2015 | Relais mondiaux de l'IAAF         | Nassau     | 5e       | 4 × 400 m   | 3 min 29 s 30 |
| 2015 | Universiade                       | Gwangju    | 1re      | 400 m haies | 55 s 62       |
| 2015 | Universiade                       | Gwangju    | 1re      | 4 x 400 m   | 3 min 31 s 98 |
| 2016 | Championnats d'Europe             | Amsterdam  | 2e       | 400 m haies | 55 s 33       |
| 2017 | Championnats d'Europe par équipes | Lille      | 5e       | 400 m haies | 55 s 98       |
| 2017 | Universiade                       | Taipei     | 2e       | 400 m haies | 55 s 90       |
| 2018 | Championnats du monde en salle    | Birmingham | 2e       | 4 x 400 m   | séries        |
| 2019 | Championnats d'Europe par équipes | Bydgoszcz  | 3e       | 400 m haies | 55 s 67       |
| 2019 | Jeux mondiaux militaires          | Wuhan      | 1re      | 4 x 400 m   | 3 min 27 s 84 |

## Records
| Épreuve     | Épreuve   | Performance | Lieu      | Date           |
| ----------- | --------- | ----------- | --------- | -------------- |
| 400 m       | Plein air | 53 s 83     | Bydgoszcz | 12 août 2011   |
| 400 m       | Salle     | 53 s 74     | Toruń     | 3 février 2015 |
| 400 m haies | Plein air | 55 s 25     | Varsovie  | 28 mai 2016    |